# Batalha de Castillon
A Batalha de Castillon foi a última batalha entre franceses e Ingleses, durante a Guerra dos cem anos. Esta foi uma vitória decisiva para os franceses.
Após a tomada de Bordeaux pela França em 1451, a Guerra dos Cem Anos parecia estar no fim. Entretanto, após 300 anos de domínio Inglês, muitos habitantes da Aquitânia se viam como súditos britânicos e não como franceses, e enviaram mensageiros ao Rei Henrique VI de Inglaterra solicitando a recuperação da província.
Em 17 de Outubro de 1452, John Talbot, um general de quase 70 anos, desembarcou próximo a Bordeaux com 3 mil soldados e arqueiros. A região recebeu os ingleses de braços abertos e, com o apoio das forças locais, elevou seu contingente para quase 9 mil  soldados.
Enquanto isso, os franceses contavam com 3 exércitos na região e os serviços de Jean Bureau, um dos primeiros especialistas no uso de artilharia em combate. Bureau conseguiu a façanha de reunir 300 canhões e preparou uma armadilha, ameaçando com um dos exércitos a fortaleza de Castillon, a cerca de 50 km de Bordeaux, no sul da França. Ali, Talbot encontrou inicialmente um grupo de mil  arqueiros franceses, que ofereceu pouca resistência aos ingleses e recuou rapidamente para leste, onde estava o corpo principal do exército francês. Perseguindo os soldados em retirada, os ingleses se depararam com o acampamento de 6 mil  franceses e partiram para o ataque.

Mapa da Batalha de Castillon.

Bureau preparara bem sua defesa. Sabia que os ingleses não teriam outra opção senão atacar pelo sul, já que o terreno protegia seus flancos pelo norte e pelo oeste. Decidiu, então, colocar seus 300 canhões lado a lado, formando uma bateria jamais vista em solo europeu. Os ingleses, inexperientes em confrontos contra artilharia, não sabiam o risco que estavam correndo. Quando os canhões dispararam, foi uma carnificina.
Dezenas de Ingleses que sobreviveram tentavam resistir. Nesse momento entrou em cena a cavalaria pesada francesa, que aguardava escondida ao norte do campo de batalha. Seu ataque, somado ao apoio estratégico dos arqueiros franceses, reorganizados, esmagou a resistência do inimigo e encerrou a batalha. O velho John Talbot morreu com um golpe de machado, após seu cavalo ter sido atingido por uma bala de canhão, cerca de 3,5 mil ingleses e aliados foram mortos ou capturados.
Era a primeira vez na história européia que a artilharia havia decidido uma guerra. Os franceses perderam aproximadamente 300 homens e privaram a Inglaterra de um exército que pudesse manter a região sob seu controle e conquistaram, depois de Castillon, todas as cidades da Aquitânia.
Assim acabou a participação da Inglaterra na Guerra dos Cem Anos, sem soldados para mandar para a França e dividida por uma guerra civil em seu próprio solo (Guerra das Duas Rosas).
Para os franceses, Castillon é até hoje motivo de celebração - a batalha é encenada anualmente no vilarejo de Castillon-la-Bataille desde a década de 1980.